# بريت بوون
بريت بوون (بالإنجليزية: Bret Boone)‏ هو لاعب كرة قاعدة أمريكي، ولد في 6 أبريل 1969 في إل كاجون في الولايات المتحدة.

## وصلات خارجية
- بريت بوون على موقع دوري كرة القاعدة الرئيسي (الإنجليزية)
- بريت بوون على موقعبيزبول رفرنس.كوم (الدوري الرئيسي) (الإنجليزية)
- بريت بوون على موقعبيزبول رفرنس.كوم (الدوري الثانوي) (الإنجليزية)
- بريت بوون على موقع إي إس بي إن.كوم (أم.أل.بي) (الإنجليزية)
- بريت بوون على موقع مشجعي الرسوم البيانية (الإنجليزية)